# Berufslenkung
Als Berufslenkung werden in einer weiter gefassten Wortbedeutung Aktivitäten (vor allem des sich dafür zuständig haltenden Staates) bezeichnet, die darauf zielen, den Nachwuchs von überfüllten Ausbildungsgängen oder Berufen weg in Mangelberufe zu lenken oder als ungeeignet betrachtete Bewerber von bestimmten Berufen fernzuhalten oder auch attraktive Berufe durch besondere Anreize oder Quoten für benachteiligte oder aus politischen oder ethnischen Gründen privilegierte Gruppen zu öffnen bzw. zu reservieren (positive Diskriminierung). Berufslenkung im engeren Wortsinn unterscheidet sich von einer Berufsplanung durch den Staat dadurch, dass im Fall einer Berufslenkung dort, wo sie erlaubt ist, die Wünsche der zu Lenkenden völlig ignoriert werden können und dürfen. 
In den meisten Fällen bezeichnet der Begriff „Berufsplanung“ nicht Konzepte des Staates, sondern die langfristigen Überlegungen von Individuen über ihren weiteren Lebensweg.
In neuerer Zeit tritt auch das Thema der Identifizierung und Förderung von Spezialbegabungen stärker in das Zentrum von Bemühungen zur Steuerung von Berufsplanungen Einzelner.

## Deutschland

### Bundesrepublik
Art. 12 Abs. 1 GG („Alle Deutschen haben das Recht, Beruf, Arbeitsplatz und Ausbildungsstätte frei zu wählen. Die Berufsausübung kann durch Gesetz oder auf Grund eines Gesetzes geregelt werden.“) wird von Verwaltungs- und Verfassungsjuristen dahingehend interpretiert, dass der Artikel ein Abwehrrecht des Einzelnen gegen eine Berufslenkung durch den Staat enthalte. Im Apotheken-Urteil des Bundesverfassungsgerichts vom 11. Juni 1958 wurde grundlegend definiert, welche Abwehrmöglichkeiten denen offenstehen, die sich in ihrem Grundrecht auf Berufsfreiheit verletzt fühlen. Bemerkenswert ist dieses Urteil auch insofern, als im Bundesministerium für Arbeit um 1960 bis zu 70 Prozent der Mitarbeiter in Leitungsfunktion vor 1945 Mitglieder der NSDAP waren, zu deren Arbeitsalltag Aufgaben der Berufslenkung gehört hatten.
Hans-Peter Schneider weist darauf hin, dass man zwischen der im demokratischen Deutschland verbotenen Berufslenkung und der erlaubten Berufsplanung unterscheiden müsse. Schneider gibt allerdings zu bedenken, dass jede Maßnahme des Staates, die in das Angebot an und/oder die Nachfrage nach bestimmten Berufen bzw. die Ausbildungsgänge zu ihnen eingreife, notwendigerweise einen berufslenkenden Effekt habe.

#### Einflussnahme des Staates auf Berufswahlentscheidungen Einzelner
Von praktischer Bedeutung sind in Deutschland Diskussionen über die Berechtigung von Berufsplanungen durch den Staat. Norbert Konegen und Peter Nitschke geben zu bedenken, dass eine staatliche Berufsplanung eine zwar mögliche, aber keine systemkonforme Antwort auf das Problem darstelle, dass das Angebot an Arbeitskräften und die Nachfrage danach nicht deckungsgleich seien. Denn wenn der Staat dem Einzelnen das Recht der freien Berufswahl garantiere, lasse sich mit diesem Recht eine Arbeitsplatzgarantie grundsätzlich nicht verbinden. Maßnahmen der Berufsplanung sind in der Bundesrepublik Deutschland erlaubt, insofern der Staat unterschiedliche Mittel zur Förderung der Ausbildung in verschiedenen Berufen bereitstellen darf; die Grenzen der unerlaubten, weil „erdrosselnden“ Berufslenkung werden jedoch dann überschritten, wenn bestimmte Ausbildungsgänge oder Berufe überhaupt nicht mehr zugänglich sind oder durch Absenkung von Minimalstandards völlig unattraktiv gemacht werden. Die Notwendigkeit von Maßnahmen, die die mangelnde Anpassung des Angebots an Arbeitskräften an die Nachfrage danach verringern sollen, soll seit den 1970er Jahren durch Versuche der Flexibilisierung der Ausbildungsabschlüsse und des Arbeitsmarktes reduziert werden. Dem steht der Trend zur Spezialisierung und frühzeitigen Differenzierung von Profilen entgegen.
Zu den Instrumenten der Steuerung der Berufsplanung Einzelner durch den Staat gehört die Berufsberatung. Sie soll die Ratsuchenden dazu motivieren, in ihre Planungen neben den Kriterien Neigung und Eignung auch Aspekte ihrer Beschäftigungsfähigkeit einzubeziehen und sich der (vermutlichen zukünftigen) Nachfrage nach ihrem Angebot auf dem Arbeitsmarkt anzupassen. Neben Anreizen werden aber bei Planungen durch den Staat auch Verfahren wie der Numerus clausus und andere Qualifikationshürden angewandt, die nicht auf einem freiwilligen Verzicht von Bewerbern auf ihr Angebot basieren. Dabei lässt sich ein Ausschluss Interessierter von der Teilhabe an Ausbildungs- und vor allem an Studienangeboten nicht verhindern, weil der Gesetzgeber das Recht hat, über die Verwendung der finanziellen Mittel des Staates autonom zu entscheiden. Dieses Recht setzt einem Recht auf Teilhabe an staatlichen Leistungen im Sinne eines „Vorbehalts des Möglichen“ Grenzen. Im Kontext dieser Beschränkung ergeben sich für den Staat Möglichkeiten, das Angebot an Studienplätzen zu steuern. Erlaubt sind dem Staat auch eine „gemeinwohlorientierte Steuerung der durch materielle Vorteile attraktiver gemachten Berufswahl (Lehrerberufe, Landärzte) und gezielte Werbung für bestimmte Berufe“.
Hingegen wurde der sog. Arzt im Praktikum, durch dessen Einführung 1988 die Vergütung der angehenden Ärzte stark abgesenkt und Weiterbildungswillige abgeschreckt wurden, nicht nur wegen Bedenken aus verfassungsrechtlicher Sicht, sondern vor allem wegen des Ärztemangels in Kliniken im Jahr 2004 wieder abgeschafft.

#### Einflussnahme des Staates auf die Privatwirtschaft
Einen Zwang für private Unternehmen, Ausbildungs- oder Arbeitsplätze zur Verfügung zu stellen, gibt es im Rahmen einer marktwirtschaftlichen Ordnung in einem demokratischen Rechtsstaat nicht. 
Politisch umstritten sind Pläne zu einer Ausbildungsplatzabgabe, durch die der Staat einen Anreiz zur Bereitstellung von Ausbildungsplätzen durch Betriebe schaffen soll. Im Jahr 2004 wurden Pläne zur Einführung einer Ausbildungsplatzabgabe durch einen Nationalen Pakt für Ausbildung und Fachkräftenachwuchs ad acta gelegt.

#### Leistungserwartungen als Steuerungskriterium
Ein zwangsweises Ende finden individuelle Berufswünsche vor allem dadurch, dass Eingangsvoraussetzungen für eine Ausbildung bzw. einen Beruf nicht erfüllt werden, insbesondere dadurch, dass Prüfungen nicht bestanden werden. Über eine Neudefinition des Anspruchsniveaus kann sowohl ein Überangebot als auch ein Unterangebot an Bewerbern auf eine Weise reguliert werden, die nicht als „Berufslenkung“ verboten ist.

### Deutschland vor 1933
Die Paulskirchenverfassung vom 28. März 1849 ist die erste deutsche Verfassung, die (in § 158) eine Bestimmung enthielt, der zufolge es einem jeden freistehe, seine Ausbildung und seinen Beruf frei zu wählen. Zuvor gab es insbesondere in den süddeutschen Staaten ähnliche Rechte, die jedoch mit teils restriktiven, teils fördernden Eingriffen zur Ausbildung und Berufslenkung der jüdischen Bevölkerung verbunden waren, vor allem um ihren Anteil an den Handelsberufen zu senken und sie in Landwirtschaft und Industrie zu lenken. Auch in Preußen wurde die Idee der Berufslenkung häufiger diskutiert; dies führte dazu, dass hier 1919 eine Berufsberatung eingeführt wurde.
Bereits in den 1920er Jahren konkurrierten liberale Auffassungen von der Berufsfreiheit als Grundrecht mit Vorstellungen von der Notwendigkeit einer Arbeitsdienstpflicht für junge Leute, die nicht nur von Nationalsozialisten vertreten wurden. Die Überfüllungskrise der akademischen Berufe in der Weimarer Republik führte zu der Idee, Abiturienten durch Arbeitserfahrung vom Studienwunsch abzubringen und vor allem in landwirtschaftliche Mangelberufe zu lenken, um so die Landflucht zu stoppen. Allerdings war das Absinken der Studierendenzahlen nach 1933 wohl nicht primär durch die Berufssteuerung zu erklären, sondern durch die schlechten Berufsaussichten.

### Zeit des Nationalsozialismus
Seit 1934 war die dem Reichsarbeitsministerium unterstellte Reichsanstalt für Arbeitsvermittlung und Arbeitslosenversicherung (RAfAuA) zuständig für die Berufslenkung, die sich vor allem durch die Aufrüstungsprogramme im Rahmen des Vierjahresplans 1935 als notwendig im Sinne der nationalsozialistischen Politik erwies. Bereits vor dem Zweiten Weltkrieg durfte die Behörde Arbeitsplatzwechsel verbieten und Beschäftigte auch gegen ihren Willen für Arbeiten von „staatswichtiger Bedeutung“ heranziehen. Dabei ging es vor allem darum, die Abwanderung von Arbeitskräften aus den besonders bedrohten Bereichen (Metall-, Bau- und Landwirtschaft) zu unterbinden und berufsfremd eingesetzte Facharbeiter zur Rückkehr in die angestammten Berufe zu verpflichten.
Seit 1935 wurde Berufslenkung verstärkt auch durch Exklusion im Sinne einer rassischen und politischen Selektion betrieben. Hierbei wirkte auch der Reichsarbeitsdienst mit. Er entwickelte ein Bewertungssystem, das die „Studierwürdigkeit“ der Abiturienten beurteilen sollte. Dieses Instrument erhöhte allenfalls den Konformitätsdruck, war aber als Auswahlinstrument untauglich. Auch die Unternehmen verließen sich nicht auf die Bewertungen durch den Arbeitsdienst.
Bei Berufsanfängern erfolgte eine Lenkung vor allem durch die Hitlerjugend, und zwar durch die Zuführung ihrer Mitglieder zur Berufsberatung, in Form sozialen Drucks und charakterlicher Beurteilungen sowie durch eigene Lehrlingsheime der HJ, die die Jugendlichen seit 1939 verstärkt auch in kriegswichtige Berufe lenken sollten. Junge Frauen sollten insbesondere durch das Pflichtjahr in Berufe gelenkt werden, die dem Bild von der Rolle der Frau im Nationalsozialismus entsprachen. Nativistische und rassenbiologische Ideen spielten bei der Berufslenkung eine große Rolle; doch wurden hauswirtschaftliche Kenntnisse der Frauen auch für den Aufbau einer Autarkiewirtschaft und zur Förderung des sparsamen Umgangs mit Rohstoffen gefordert. Seit 1936 gab es außerdem das Amt eines Reichsstudentenführers, der auch für die Berufslenkung der Studierenden zuständig war.
In Misskredit geriet die Idee der Berufslenkung durch den Nationalsozialismus vor allem dadurch, dass unter diese Kategorie auch die Zuführung von Arbeitskräften zur Zwangsarbeit subsumiert wurde: Bereits ab 1938 organisierte die RAfAuA im Rahmen eines geheimen Erlasses die systematische Erfassung und Rekrutierung von reichsdeutschen Juden zur Zwangsarbeit. Seit etwa 1941 erhielt die deutsche Wirtschaft nur noch durch zwangsweise Rekrutierung von Ausländern einen Teil der Arbeitskräfte, die sie eigentlich benötigte. Das Ziel, Frauen in frauentypische Berufe zu lenken, musste angesichts des Arbeitskräftemangels in der Kriegswirtschaft aufgegeben werden.

### DDR
In der DDR gab es eine Bevorzugung von Arbeiter- und Bauernkindern, die über die Arbeiter-und-Bauern-Fakultäten – von 1949 bis 1963 existierende Einrichtungen des Zweiten Bildungsweges – verstärkt in akademische Berufe gelenkt werden sollten, während gleichzeitig und auch später die Freiheit der Studien- und Berufswahl für gehobene Sozialschichten eingeschränkt wurde. Das Ziel dieser Maßnahmen war die Herausbildung einer Schicht der „Arbeiter- und Bauernintelligenz“, von der man sich eine hohe Loyalität dem Staat gegenüber erwartete. Auch der Abschluss eines Ausbildungsvertrages bedurfte der Zustimmung des Amtes für Arbeit. Die Realisierung des eigenen Berufswunsches war von der politischen Zuverlässigkeit und der sozialen Herkunft abhängig. Auch Spezialschulen dienten in der DDR dem Ziel der Berufslenkung.
Art. 24 der DDR-Verfassung von 1968 bestimmte: „(1) Jeder Bürger der Deutschen Demokratischen Republik hat das Recht auf Arbeit. Er hat das Recht auf einen Arbeitsplatz und dessen freie Wahl entsprechend den gesellschaftlichen Erfordernissen und der persönlichen Qualifikation. […] (2) Gesellschaftlich nützliche Tätigkeit ist eine ehrenvolle Pflicht für jeden arbeitsfähigen Bürger. Das Recht auf Arbeit und die Pflicht zur Arbeit bilden eine Einheit.“ Mit Hilfe dieser Bestimmung konnte man Oppositionelle disziplinieren, indem man ihnen vorhielt, „gesellschaftliche Erfordernisse“ verhinderten die gewünschte Ausbildung oder eine Ausübung des Wunschberufs, und sie unter Hinweis auf die Arbeitspflicht dazu zwang, ungewünschte Tätigkeiten auszuüben. Die Wirkungskraft des in der DDR geltenden Arbeitsrechts war in politischen Fällen faktisch aufgehoben, so dass politisch motivierte Entlassungen, strafweise Versetzungen, berufliche Zurücksetzungen einem Berufsverbot gleichzusetzen waren, jedoch durch den Staat offiziell nicht als solches bezeichnet wurden. Zur besseren Einordnung gerichtlich verhängter Berufsverbote und beruflicher Ausgrenzung hilft die Differenzierung nach unmittelbarer (sichtbarer) und mittelbarer Repression (zu verstehen im Sinne „struktureller Gewalt“). Die Vielzahl staatlicher Eingriffe ins Berufsleben, die vor allem mittelbar abliefen, konnten positiver wie negativer Art sein. Sie umfassten sowohl Beförderungen und „Kaderentwicklungspläne“ auf der einen, als auch einfache Umsetzungen missliebiger „Werktätiger“, die Verhinderung beruflicher Entwicklung, berufliche und finanzielle Zurücksetzung oder die Vermehrung der Zahl der Vorgesetzten auf der anderen Seite. Eine weitere Form beruflicher Ausgrenzung über einen bloßen Wechsel des Arbeitsplatzes hinaus war der verordnete Wechsel der Arbeitstätigkeit, um die Betroffenen zu schwächen und ihre Qualifikationen zu entwerten. Es musste sich bei diesen Eingriffen nicht um eine Entlassung in die Erwerbslosigkeit handeln; in der Regel war die Zuweisung eines neuen, möglichst gut kontrollierbaren Arbeitsplatzes ein von vornherein eingeplanter Teil des Verfahrens.
Für den Bildungsserver Berlin-Brandenburg gehört die Berufslenkung zu den „Strukturen für Repressionen und Unterdrückung“, die Stasi-Methoden zugrunde lägen.

## Andere Länder
In mehreren Staaten existieren moralisch oder ethnisch begründete Systeme der Berufslenkung. Schon lange existiert in Indien ein System der Affirmative Action, durch das Angehörige unterer Kasten bevorzugt in den öffentlichen Dienst oder auf Studienplätze in öffentlichen Hochschulen gelangen, was mit erheblichen Einschränkungen der Berufsfreiheit auch für hochqualifizierte Angehörige anderer Kasten verbunden ist. Ähnliche Systeme mit ethnischen Zugangsregelungen gibt es in Malaysia und Südafrika, wodurch potenziell Chinesischstämmige bzw. Weiße diskriminiert werden.